# Maurice Nédoncelle
Maurice Nédoncelle fue un filósofo francés, representante del personalismo francés. Nació en Roubaix, en 1905 y murió en 1976. Cursó los estudios en el seminario de San Sulpicio, de París (1922-1926) y en la Sorbona (1926-1968), obteniendo la licenciatura en filosofía y el diploma de estudios superiores (1929).
Su primer profesor de filosofía le despertó a la reflexión profunda, y más tarde recibe la influencia de Bergson, Blondel, Brunschvicg, así como de Max Scheler. Ordenado sacerdote, comenzó la enseñanza de filosofía en el Colegio Albert-le-Mun, y siguió, hecho doctor en letras, en la Facultad libre de Lille (1930-1945). Entró en contacto con Mounier, y se adhirió a la filosofía personalista, pero rehusó la colaboración solicitada por éste en la revista Esprit y su grupo, manteniéndose apartado del movimiento por no poder compartir sus orientaciones sociopolíticas. Doctor también en teología, enseñó teología católica en la Universidad de Estrasburgo siendo en 1956 decano de dicha Facultad. Es también doctor honoris causa por la Universidad Católica de Lovaina. 
Nédoncelle se destaca como un filósofo personalista original que ha obtenido merecida resonancia por sus estudios fenomenológicos y de reflexión racional sobre la intersubjetividad y el amor interpersonal bajo la inspiración de la teología católica.

## La reciprocidad de las conciencias
La reciprocidad de las conciencias (La réciprocité des consciences en francés) es la obra fundamental y más conocida de Nedoncelle, cuyo contenido prolongan o repiten los demás escritos. 
La parte primera La comunión de las conciencias, o el “despliegue de la personalidad” ofrece ya la nueva concepción personalista de Nédoncelle, cifrada en esa noción básica de reciprocidad de las conciencias personales. El punto de partida es la experiencia de la conciencia de sí percibida en comunión con otras conciencias, que es el aspecto nuclear de la persona, equivalente al cogito que es el aspecto nuclear de la persona, pero no debe confundirse este cogito con el cogito cartesiano; pues como dice el mismo Nédoncelle, no se trata de un cogito sino de un cogitamus. Así queda claro que la persona no se reduce a la conciencia de sí, sino una elucidación de la misma desde la conciencia. Si la percepción de sí está indisolublemente ligada a la persona, es también solidaria de la percepción del otro. Es lo que trata de esclarecer con su fenomenología de la conciencia. 
La segunda parte La travesía de la naturaleza, es la exposición de los esfuerzos de la persona para acceder a sí misma y personificarse. Para ello ha de superar los obstáculos de la naturaleza y las diversas formas de lo impersonal que proceden de la naturaleza, como la materia y los cuerpos, que son obstáculo al espíritu y suscitan la rebelión del yo, e incluso el misterio turbador de lo antipersonal, que es el mal. La persona no se construye sin este riesgo. La tercera parte se expone la estructura de los valores y la realización de los mismos por la técnica, la ciencia, el arte y la moral, que tienen una función mediadora y no han de impedir la frustración final de la conciencia. Y una sección última, en que explaya la solución satisfactoria a todas.

## Obras
- La philosophie religieuse (París,1934)
- La réciprocité des consciences (París, 1942)
- La personne humaine et la nature (París, 1943)
- Vers une philosophie de l´amour et de la personne (París, 1946)
- Introduction à l´esthétique (París, 1953)
- De la fidelité (París 1953)
- Existe-t-il une philosophie chrétienne (París, 1960)
- Conscience et Logos (París, 1961)
- Groupe et personne : réflexion philosophique (Estrasburgo, 1971)
- Intersubjectivité et ontologie
- Le défi personnaliste (Lovaina, 1974).